# Pittosporum senacia
Pittosporum senacia är en tvåhjärtbladig växtart. Pittosporum senacia ingår i släktet Pittosporum och familjen Pittosporaceae.

## Underarter
Arten delas in i följande underarter:
- P. s. pervillei
- P. s. reticulatum
- P. s. senacia
- P. s. wrightii

## Bildgalleri

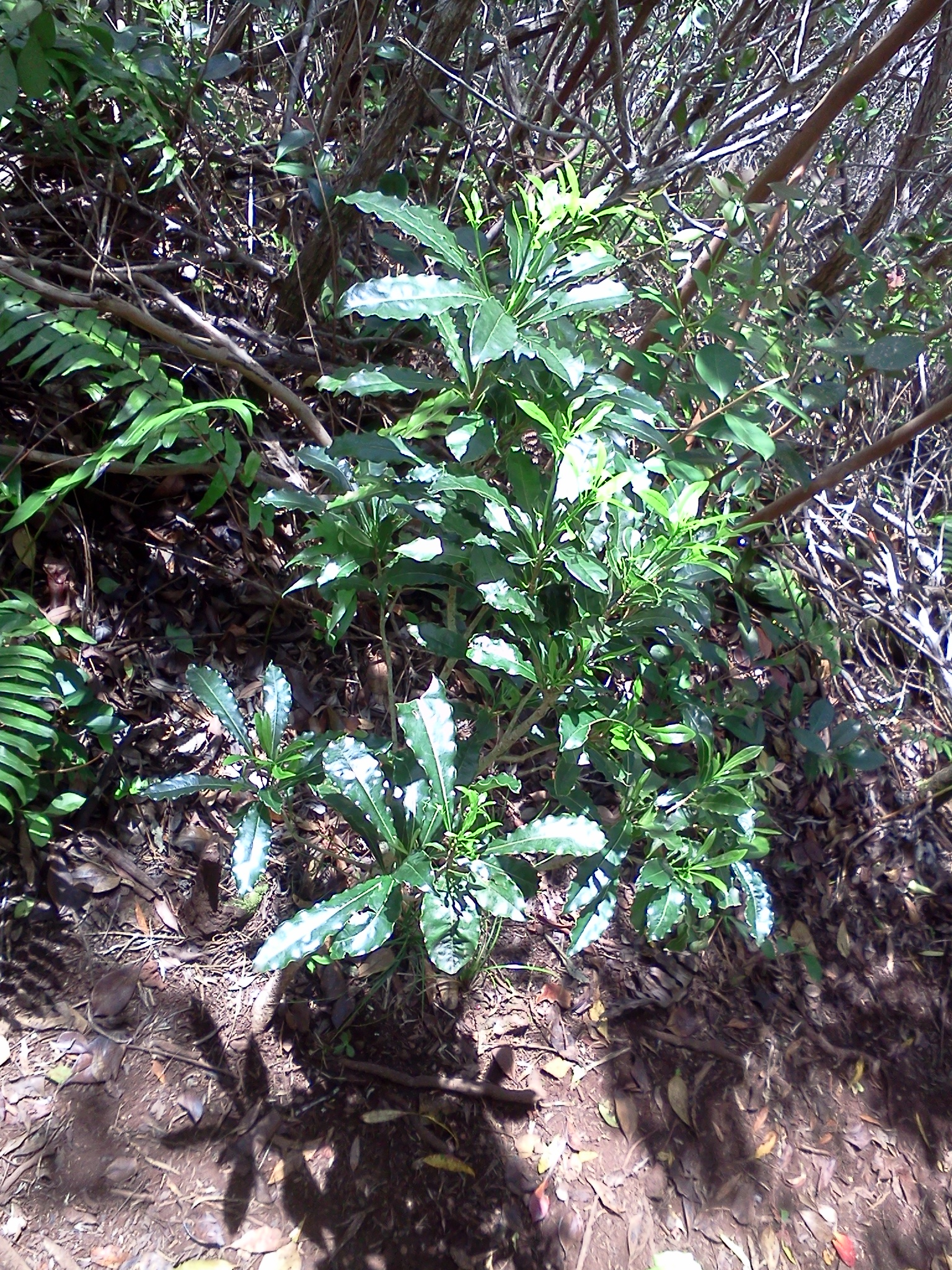